# Frank A. Leach
Pour les articles homonymes, voir Leach.
Frank Aleamon Leach (19 août 1846 - 19 juin 1929) est un journaliste américain qui est directeur de la Monnaie des États-Unis de 1906 à 1909. Après le tremblement de terre de 1906 à San Francisco, les efforts de Frank A. Leach et de ses hommes permettent de préserver l'ancien bâtiment de la Monnaie de San Francisco et les lingots qui servent à l'époque de support à la monnaie nationale.

## Biographie

### Jeunesse
Frank A. Leach naît à Auburn, dans l'État de New York, le 19 août 1846. Il est le fils d'Edwin Warren Leach et de son épouse Mary A. Leach. Lorsqu'il est enfant, son père déménage à Sacramento, en Californie, pour y établir une usine d'embouteillage, et Frank et sa mère le rejoignent plus tard. En 1857, la famille s'installe à Napa, en Californie.

### Journalisme
En 1867, à l'âge de 20 ans, Leach devient éditeur de journaux en publiant le Vallejo Evening-Chronicle. Il épouse Mary Louise Powell à Vallejo en décembre 1870. Il publie l'Evening-Standard jusqu'en 1886, date à laquelle il s'installe à Oakland, en Californie, et fonde l'Oakland Enquirer.

### Monnaie des États-Unis
Leach se retire du journalisme en 1897 pour devenir surintendant de la Monnaie de San Francisco. En 1907, sur la recommandation du secrétaire au Trésor George B. Cortelyou, le président des États-Unis Theodore Roosevelt nomme Leach directeur de la Monnaie des États-Unis, poste qu'il occupe de septembre 1907 à août 1909,.

### Mort
Frank Leach décède le 19 juin 1929. Il est enterré au cimetière de Mountain View à Oakland, en Californie, parcelle 14B.

## Ouvrages
- (en) Frank A. Leach, Recollections of a Newspaperman : Old California and the San Francisco Earthquake, San Francisco, Californie, S. Levinson, 1917, 416 p. (ISBN 978-1519046543, OCLC 5168858, lire en ligne).
- (en) Frank A. Leach, Wild Life in California : Some of Its Birds, Animals and Flowers, Oakland, Californie, Tribune Publishing Company, 1920 (ISBN 978-1117951522, OCLC 12257730, lire en ligne).